# Michael Newton
Michael A. Newton (Curaçao, 1955) is een Curaçaos architect. Hij is een autoriteit op het gebied van restauratiearchitectuur op Curaçao. Zo heeft hij diverse publicaties op zijn naam over de geschiedenis van architectuur op Curaçao en is hij betrokken bij de ontwikkeling van beleid ten aanzien van de  bescherming van monumenten op het eiland. In 2024 ontving hij hiervoor de Cola Debrotprijs.

## Levensloop
Newton is geboren en getogen op Curaçao. Hij studeerde architectuur aan de Technische Universiteit Delft. Tijdens zijn studie publiceerde hij het boek Architectuur en Bouwwijze van het Curaçaose landhuis.
Na afronding van zij studie in 1987 keerde hij terug naar Curaçao. Daar werkte hij tot 1993 bij de Dienst Ruimtelijke Ontwikkeling en Volkshuisvesting (DROV) en werd hij betrokken bij het opzetten van een monumentenbeleid voor het eiland. Van 1993 tot 2017 werkte hij als restauratiearchitect bij de Stichting Monumentenfonds Curaçao.  In 2015 richtte hij Newton Heritage Consulting bv op, een adviesbureau gericht op het terrein van (wereld)erfgoedbehoud en erfgoededucatie. Hij werkt als erfgoedadviseur op Curaçao, Aruba, Bonaire, Sint Maarten, Sint Eustatius, Suriname, Belize en de Bahama’s.
In 2024 werd aan hem de Cola Debrotprijs uitgereikt. Volgens de jury heeft Newtons werk in belangrijke mate bijgedragen aan de bescherming van Curaçao's hoogwaardige architectuur door maatschappelijke bewustwording en de overdracht van kennis aan toekomstige generaties.

## Publicaties
Newton heeft diverse publicaties geschreven over de historische architectuur van Curaçao en de stadsvernieuwing van Willemstad, sinds 1997 een UNESCO-werelderfgoedlocatie. Hij gaf presentaties over monumentenzorg en stadsvernieuwing op conferenties in Nederland en in het Caribisch gebied.
- 1986: Architectuur en Bouwwijze van het Curaçaose landhuis, Delft[6]
- 1990: Building up the future from the past. Studies on the Architecture and Historic Monuments in the Dutch Caribbean,  Zutphen/Curaçao: De Walburg Pers/una-uitgave no. 32. Redactie i.s.m. H.E. Coomans, M. Coomans-Eustatia
- 1993: Architectuur en monumentenzorg, De Gids 153[7]
- 2015: Pietermaai - Hoe recht krom kan zijn (opinie), Antilliaans Dagblad[8]
- 2019: Plantation Houses of Curaçao, Stichting Curaçao Style en Stichting LM Publishers. Co-auteurs: Jeannette van Ditzhuijzen, François van der Hoeven, Carel de Haseth[9]
- 2024: Modern Architecture of Curaçao : The DoCoMoMo Movement, 1930-1960, LM Publishers

## Nevenfuncties
- Lid van DoCoMoMo (Documentation and Conservation of the Modern Movement) Curaçao.[10] Andere bekende leden zijn met name Ronny Lobo (voorzitter), Andres F. Casimiri (Penningmeester) en de oprichter Sofia Saavedra Bruno.
- 1995: Medeoprichter van  Vrienden van het Archief[2]
- 2020: Voorzitter van de Culturele Raad van Curaçao[11]

- Bibsys: 15027069
- Digitale Bibliotheek voor de Nederlandse Letteren: newt002
- International Standard Name Identifier: 0000 0000 3265 0359
- Library of Congress Control Number: n91101750
- Nationale Bibliotheek van Israël: 987007347539905171
- Nederlandse Thesaurus van Auteursnamen: 071879714
- Système universitaire de documentation: 106512056
- Virtual International Authority File: 13954453